# Bibliothèque tiers lieu
 (juillet 2018).
La bibliothèque troisième lieu est un modèle de bibliothèque, développé à partir de 2009, dans lequel sont mises en avant les caractéristiques fondamentales du « third place » (troisième lieu) telles que présentées par Ray Oldenburg dans son livre The Great Good Place (en).

## Description
La bibliothèque tiers lieu vise à améliorer le sentiment d'une appartenance sociale des usagers qui soit liée à l'espace ouvert sur l'extérieur de leur bibliothèque et les regroupe. Elle leur offre un espace neutre, convivial, hors du cadre habituel de la maison ou encore du cadre des lieux d'apprentissage et de travail qui ont des aspects intimidants. Cela répond aux vœux du manifeste de l'UNESCO sur les bibliothèques .
Les bibliothèques tiers lieu se dotent généralement d’une mission qui se construit autour de l’usager. Elles aspirent à être des lieux de rencontres informelles et de convivialité. Ces bibliothèques veulent se rapprocher de leurs usagers, souhaitant développer de nouvelles habitudes de fréquentation chez les personnes les moins propices à aller à la bibliothèque. Elles mettent en œuvre de nouveaux fonctionnements participatifs avec comme objectif la contribution à la création de liens sociaux. Les bibliothèques tiers lieu visent à favoriser la construction d’une société inclusive. Les ressources ludiques, d'intégration et d'accessibilité commanditées pour réorganiser la bibliothèque ou tenues et organisées par les services de bibliothèques sont accessibles aux néophytes. Elles sont découvertes à travers le filtre de la bibliothèque, cela est un avantage pour les personnes n'ayant pas la possibilité d’avoir à la maison les équipements disponibles : bibliothèque (meuble), connectivité.
Le concept de tiers lieu teinte l'espace physique des bibliothèques, ainsi que leurs offres de services. L’architecture et le développement des nouvelles bibliothèques sont pensés en fonction de ce projet social. On peut voir au sein d’une bibliothèque tiers lieu l’aménagement de cafés, de salles de diffusion ou d’exposition, de studios de création, d’un pôle d’information touristique, d’une ludothèque, etc. Le mobilier s’en voit aussi transformé ; il est pensé en fonction du confort des usagers et est convivial.
Il n’y a pas de modèle architectural unique de troisième lieu car celui-ci est le reflet de sa communauté, et chaque communauté a ses spécificités propres. La bibliothèque tiers lieu génère du lien social autour d’une offre de services et de pratiques. C’est pourquoi les services et activités offertes par les bibliothèques tiers lieu sont nombreuses et diversifiées. Ils se veulent au plus proche des besoins et des attentes de leurs usagers.
Le modèle de bibliothèque tiers lieu transforme également la relation entre les professionnels de l’information et les usagers. Les bibliothécaires adoptent une nouvelle approche davantage axée sur la proximité avec les usagers.
« La bibliothèque troisième lieu est un projet résolument politique, avec une ambition citoyenne forte, celle de redonner de la vigueur au lien social, de recréer une vie collective, de réenchanter la vision du monde et des autres, de donner accès à une culture enthousiasmante, vivante, excitante. » (Amandine Jacquet dans son article « La bibliothèque troisième lieu loin des clichés: l'humain au cœur de la bibliothèque »).
En 1980, Ray Oldenburg conçoit la définition et le nom de ce « 3e lieu » où on peut avoir une « interactivité » entre personnes  concerne ce qui voisinera avec les deux autres lieux d'échange  dans la communauté urbaine américaine ordinaire (c-à-d. le café-bar et le salon de coiffure), et c'est devenu le tiers lieu en français.

## Origine du concept
Mathilde Servet, pour son mémoire de l'ENSSIB en France en 2009, est la première à développer en pays francophone le concept de tiers-lieu appliqué aux bibliothèques, d'après les travaux de Ray Oldenburg. Le terme « troisième lieu » a été traduit de l'anglais par Servet afin de restituer le concept de third place,introduit par Oldenburg (page 22). Dans son mémoire, elle s'intéresse à l'apport théorique du concept de troisième lieu, à son application aux bibliothèques et à son illustration concrète, à travers différents exemples de bibliothèques, notamment en Europe du nord. Plusieurs caractéristiques peuvent servir à définir la bibliothèque troisième lieu (la liste originelle a été modifiée selon les travaux de Marie D Martel ) :
- Un espace neutre et vivant
- Un lieu d'habitude
- Un second chez soi
- Un lieu où l'on nivelle les différences entre les gens (horizontalité des rapports)
- Un lieu créateur de communauté
- Un lieu où la conversation est prioritaire (propice au débat)
- Un lieu accessible, accommodant et simple
- Un lieu qui procure une expérience ludique.

Selon Servet, Oldenburg a une conception non actualisée des cafés français qui ne sont plus fréquentés par l'ensemble de la population, mais par des clientèles de plus en plus spécialisées. Les cafés ne sont plus un temple de la diversité sociale comme lors de la Révolution américaine, comme l'affirme Oldenburg qui semble avoir une vision dépassée des cafés parisiens, selon Servet.
L'auteur discute également des réticences de certains face à la transformation des bibliothèques en quelque chose déviant de la conception traditionnelle de temple du savoir et de dépôt de livres. Le marketing est fréquent en bibliothèque (page 52). Dans les bibliothèques 3e lieu, l’usager est considéré comme un client qu'il faut attirer.
Ce lien entre bibliothèques innovantes et magasins n'a pas été imaginé par Oldenburg, qui « a de grandes difficultés à envisager une application de son concept à l’univers marchand, qu’il considère comme environnement hostile » (page 58). Certains critiquent cet état de fait, et y voient une dénaturalisation du rôle de la bibliothèque dont le rôle est mal défini par la multiplicité de ses facettes. « Répondre à toutes les demandes de l’usager ne contribue pas nécessairement à son bien-être émotionnel ou intellectuel » (page 60). L'espace réservé aux livres diminue à mesure que celui réservé aux autres activités augmente. Cette tendance est aussi observée en Amérique. La règle du 80/20, où 20 % de la collection est utilisée par 80 % de la clientèle, contribue à faire disparaître ou déplacer le 80 % de la collection restante.
David Lankes rapporte que cette tendance date de l'époque de la Bibliothèque d'Alexandrie. Il rappelle qu'un lieu, même grandiose ou utilitaire, n'est rien sans sa ressource première : l'humain (page 86). La bibliothèque troisième lieu est un écosystème : le lieu, les clients et les employés sont les paramètres de ce nouveau type d'environnement (chapitres 7 et 8).
Le concept de troisième lieu a certaines similitudes avec celui de coworking. Leurs similitudes et différences sont débattues par quelques auteurs,. Cette tendance est dans le courant de la géographie culturelle.

## Différentes générations de bibliothèques troisièmes lieux
Différentes générations de bibliothèques troisièmes lieux :

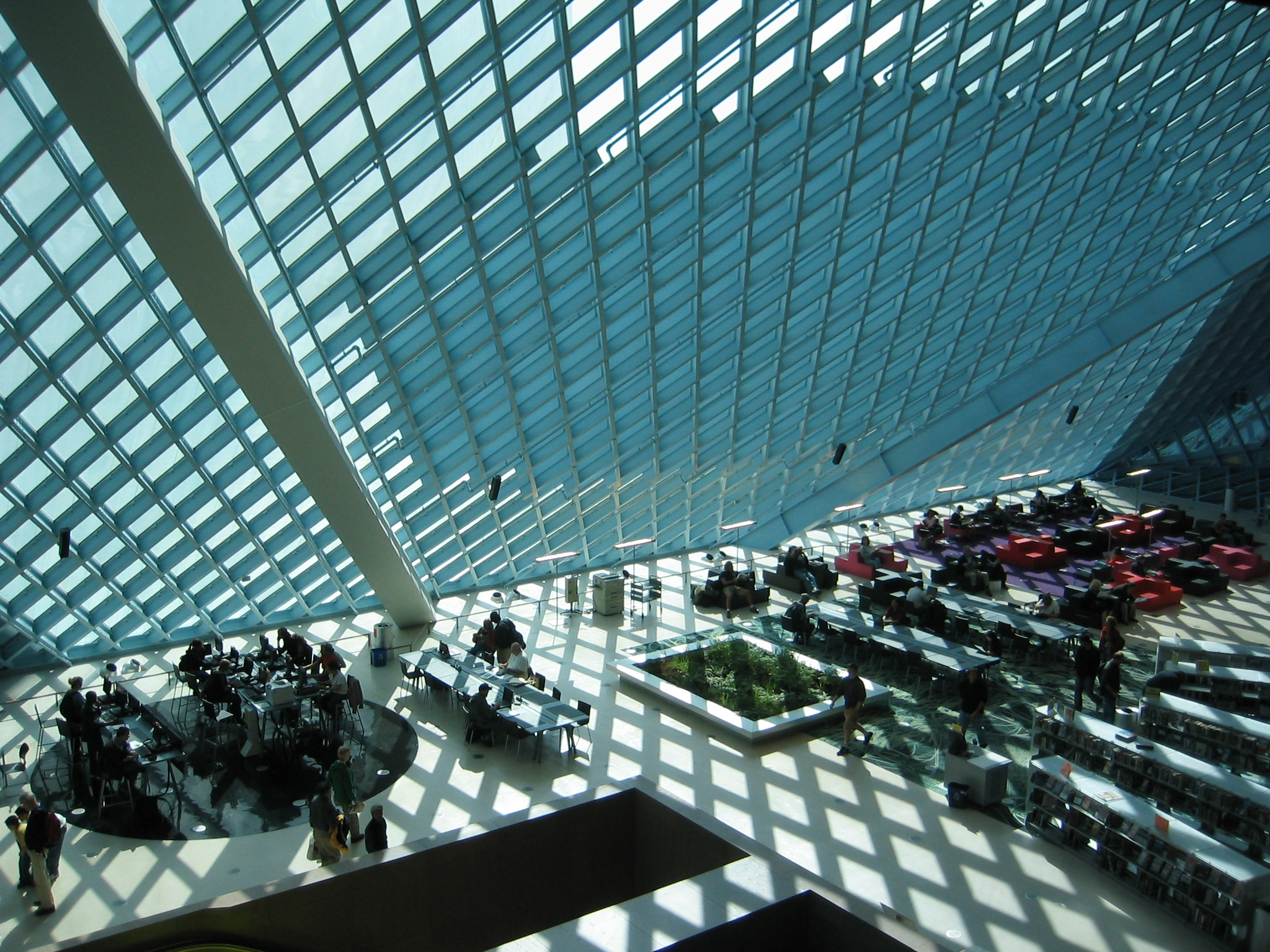
Tiers lieu 1re génération : Seattle Public Library (É-U)

### Génération zéro:La médiathèque (France), lesIdea Stores (Londres), la DOK (Delft)
En France et l'OBA (Amsterdam), avant même que le concept de troisième lieu soit associé au devenir des bibliothèques, c'est avec un souci de s'ouvrir à son environnement géographique, social, culturel et politique que les premières médiathèques furent mises en place. Pour y arriver, on s'est inspiré de Londres, mais aussi de Delft et d'Amsterdam. Dans ces projets novateurs et inclusifs, on proposait déjà des lieux d'échanges et de rencontres ouverts sur la communauté, très accessibles et où le livre n'était plus la priorité, c'était dorénavant l'humain qui était au cœur de la bibliothèque.

### Première génération: la «New downtown library»

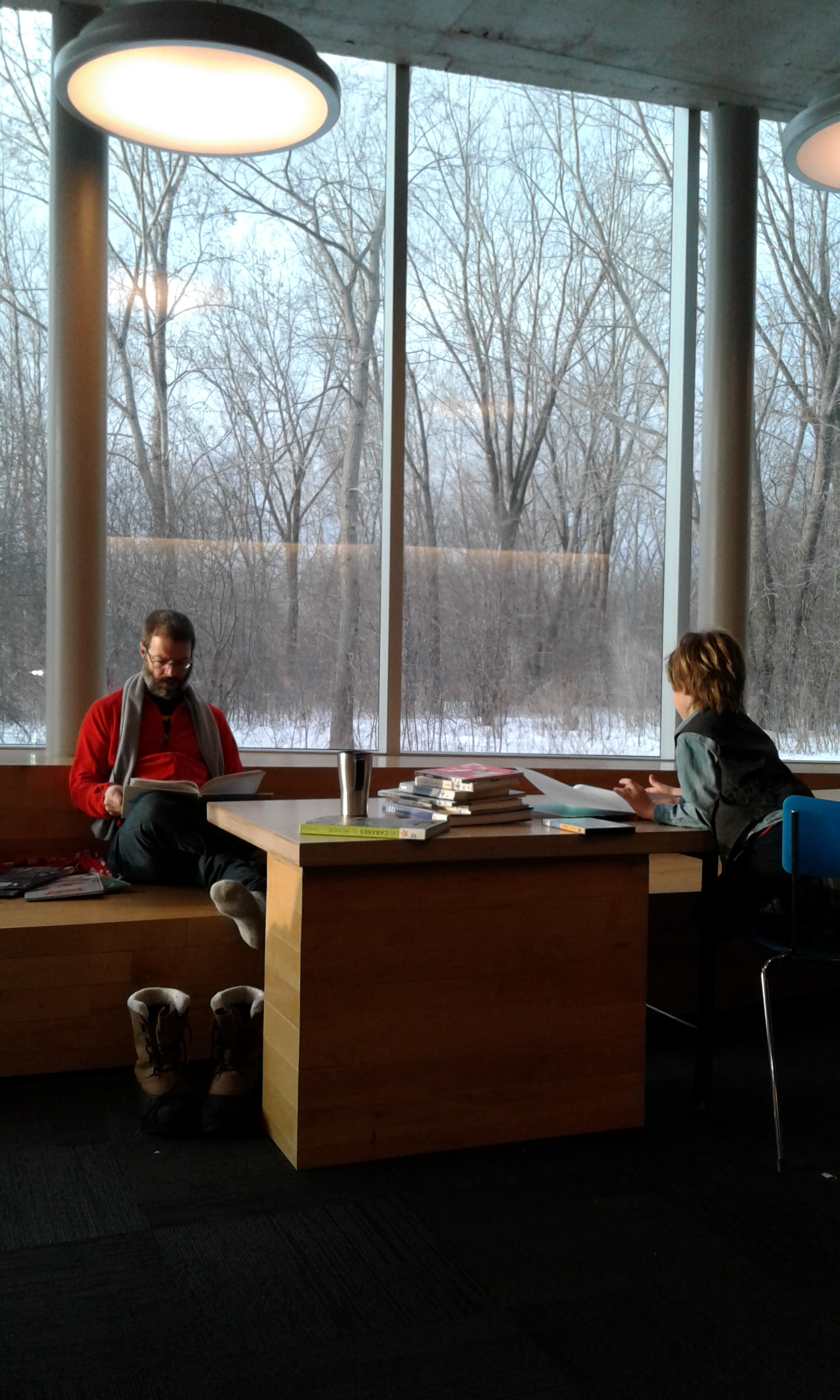
Tiers lieu 2e génération: Bibliothèque Du Boisé à Montréal (Québec, Can.)

Au début du nouveau millénaire, on assiste à la naissance de nouvelles bibliothèques imposantes, de par leur architecture, et inspirantes, de par leur approche renouvelée du rôle de la bibliothèque qui amène une redéfinition de l'aménagement physique. Dorénavant, ce n'est plus l'institution qui domine, mais bien le lecteur. On cherche à rendre la bibliothèque plus attrayante et plus près de la réalité des gens. La bibliothèque se veut plus accueillante comme un second chez soi. Elle sera aussi plus polyvalente afin de pouvoir mieux s'adapter aux besoins de la communauté.

### Deuxième génération: la bibliothèque communautaire

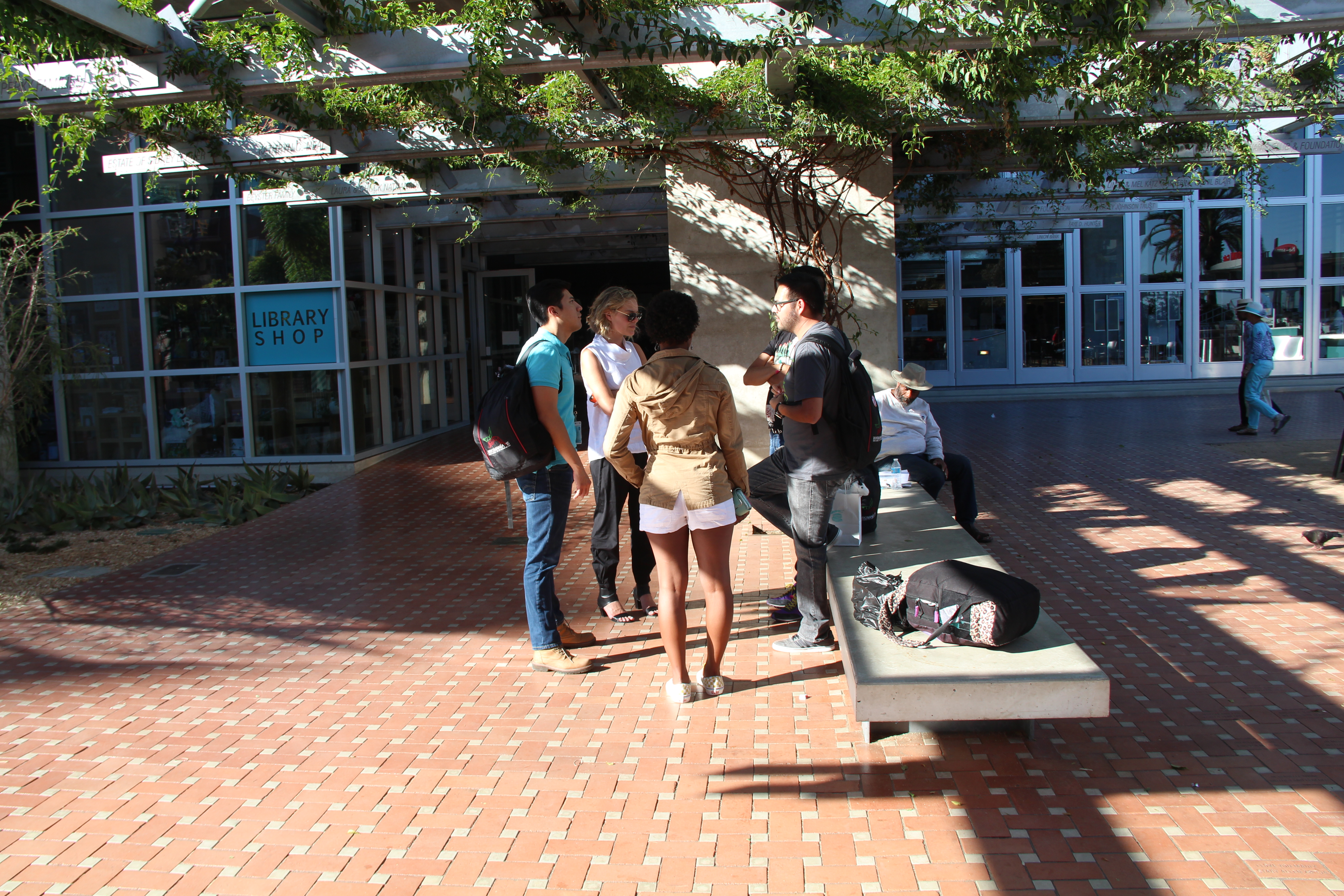
Tiers lieu 3e génération : San Diego Public Library (É-U)

Dix ans plus tard, l'architecture imposante est délaissée au profit de plus petites bibliothèques se rapprochant davantage de la communauté. Le sentiment d'appartenance est ainsi renforcé et le service client devient la priorité. Les proportions dans l'aménagement de l'espace que l'on observait au siècle dernier sont maintenant inversées : 70 % pour les gens et 30 % pour les documents. La communauté étant le pivot central de la bibliothèque, cette dernière offre un éventail de services de plus en plus large et démontre de plus en plus de polyvalence.

### Troisième génération: la bibliothèque participative et le biblioLab
Aujourd'hui[Quand ?], la bibliothèque émerge d'un projet citoyen pour devenir un bien commun. On assiste à une horizontalité des rapports tels qu'Oldenburg les définissait. La bibliothèque devient un laboratoire technologique et social où l'on crée et innove. En tant que tiers lieu, elle participe à la régénération sociale en donnant la capacité à chacun d'exercer ses droits. Elle assume donc pleinement son rôle politique dans sa communauté.

## Quelques aspects de la bibliothèque3elieu
L'espace communautaire et démocratique, comme l'appropriation du lieu, les activités ludiques, l'accessibilité, les services d'inclusion, le multiculturalisme, la formation technologique et la performance environnementale sont des compléments essentiels aux services des bibliothèques publiques, car ils contribuent à améliorer l'expérience client du visiteur et l'amènent graduellement à penser et utiliser la bibliothèque comme un 3e lieu.

### Un espace communautaire et démocratique
C'est avec une volonté politique d'inclusion de la société dans son ensemble et plus particulièrement des communautés marginalisées que la bibliothèque troisième lieu met en place plus qu'une structure de consultation, mais plutôt une organisation en cocréation où employés et membres de la communauté élaborent, organisent et évaluent les différents services proposés par la bibliothèque. Cette bibliothèque communautaire au Canada est présentée dans La trousse d'outils pour des bibliothèques à l'écoute de la communauté). Dans cette volonté d'inclusion, c'est l'idée d'une justice sociale telle que présentée par Gregory Lua qui est touchée. Dans la même logique, Kathleen de la Peña McCook propose que dorénavant la bibliothèque du XXIe siècle s'articule autour des droits humains afin de soutenir chacun dans leurs capacités à prendre des décisions. La bibliothèque est le seul endroit au sein  des communautés où les personnes peuvent accéder à l'information afin d'améliorer leur éducation, développer de nouvelles compétences. En outre, c'est le lieu d'apprentissage d'aptitude sociale et de valeurs communautaires. En plus d'être un milieu culturel, elle est un milieu de vie dans lequel l'on se sent comme chez soi (à la maison). Une bibliothèque où on a envie d'y aller et surtout nous permettant de faire profiter du temps libre. C'est l'exemple de la communauté estudiantine de l'Université de Copenhague qui préserve la bibliothèque par rapport à d'autres espaces qu'elle fréquente. Cet espace communautaire facilite et promeut des interactions plus créatives et plus nombreuses.

### Un lieu de rencontre que les citoyens s'approprient

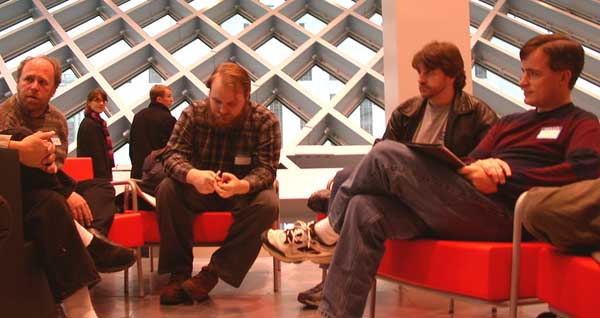
Lieu de rencontre : Seattle Public Library (É-U)

En milieu rural français, ce troisième lieu que l'on appelle le Kulturhus devient un outil indispensable à la survie de la communauté. C'est grâce à la richesse et à la diversité des ressources qu'on y retrouve qu'il devient un lieu incontournable fréquenté par toute la communauté qui y développe un sentiment d'appartenance. Le troisième lieu contribue à dynamiser la vie de la communauté en tissant un lien social. Les espaces sociaux aux usages multiples sont donc au cœur de ces troisièmes lieux. On y collabore, on y interagit et on s'y exprime librement.

### Les activités ludiques
Historiquement, la bibliothèque possède des jeux de société ou des livres-jeux depuis fort longtemps. Selon un sondage de l’ALA cité sur le site des bibliothèques de Montréal : 
« les trois principaux rôles des jeux vidéo en bibliothèque sont d’attirer une nouvelle clientèle en bibliothèque, d’offrir un nouveau service pour les usagers et d’aider les usagers de la bibliothèque à interagir entre eux. Les jeux vidéo peuvent aider à transformer la bibliothèque en un centre de la vie communautaire pour tous. Pour plusieurs usagers, discuter et interagir autour des jeux vidéo a remplacé ce qui était autrefois créé par les livres, la musique ou les films ». 
Cette affirmation peut être extrapolée pour les jeux de rôles et les jeux de société, qui sont utilisés de longue date en pédagogie pour leur effet Pygmalion. Donc, le jeu permet de créer et d’imaginer. Le jeu amène à la socialisation pour les enfants, les adolescents et les adultes.

### Accessibilité
Le concept d'accessibilité, tel que défini par Oldenburg, est lié à la proximité physique et à l'étendue des heures d'ouverture d'un lieu. Toutefois, l'inclusion des populations marginalisées et l'amélioration de l'accessibilité pour ces communautés ainsi que pour les personnes en situation de handicap sont des caractéristiques importantes pour faire de la bibliothèque un tiers lieu. Au delà de la proximité physique et l'étendue des heures d'ouvertures, l'accessibilité en bibliothèque concerne également l'aménagement de l'espace, les collections et les services offerts. De plus, les bibliothèques 3e lieu visent l'autonomie de leurs usagers. Le prêt et le retour de documents en libre-service, la réservation de salles en ligne, la réservation d'un poste informatique par l’usager, des documents réservés disponibles en libre accès, des bornes de paiement sont des services offerts par la Grande Bibliothèque (composante de BAnQ).

#### Heures d'ouvertures
Offrir des plages horaires élargies, qui répondent aux attentes des usagers, est une caractéristique importante pour favoriser l'accès aux collections et aux services d'une bibliothèques. Le nombre d'heures d'ouverture constitue également un des indicateurs de performance établis par les Lignes directrices pour les bibliothèques publiques du Québec. Selon celles-ci, le nombre d'heures d'ouverture d'une bibliothèque doit être réfléchi en fonction de l'étendue du territoire et de la taille de la population qu'elle dessert. On y recommande notamment que 40% des heures d'ouverture de la bibliothèque soit en dehors des heures régulières de travail et que celle-ci soit ouverte la fin de semaine ainsi que minimalement deux soirs par semaine, lorsqu'elle dessert une population de plus de 10 000 habitants  .

#### Aménagement de l'espace
En tant que troisième lieu, la bibliothèque se veut un espace accueillant et accessible et offre des infrastructures et des équipements adaptés aux besoins des personnes à mobilité réduite, en situation de handicap ou ayant différentes limitations fonctionnelles. En 2019, l'organisme Kéroul publie un guide intitulé Des bibliothèques pour tous: Infrastructures et services accessibles dans les 45 bibliothèques de la Ville de Montréal. Ce guide trace les grandes lignes de l'accessibilité en bibliothèque en plus d'offre un répertoire des services et des infrastructures accessibles qu'on retrouve dans les bibliothèques du réseau montréalais. Par exemple, une grille permet de savoir rapidement si une bibliothèque a des toilettes adaptées, des ouvrages en gros caractères  ou encore si elle offre le prêt de fauteuils roulants sur place.  
Ce guide énonce plusieurs critères d'accessibilité des infrastructures qu'on retrouve dans la bibliothèque. Par exemple, l'entrée doit être sans marche et sans seuil, avoir une largeur de plus de 80cm et avoir une porte qui s'ouvre facilement (ou un ouvre-porte automatique). On recommande également d'offrir aux usagers du mobilier adapté et adaptable, des chutes de livres à hauteur adaptée et d'utiliser une signalétique exemplaire.   

#### Collections adaptées
Le Service québécois du livre adapté (SQLA), un service de BAnQ, propose une multitude de services conçus spécifiquement pour une clientèle ayant une déficience perceptuelle. Les usagers peuvent y trouver des collections adaptées, telles que la collection de livres en braille ou celle de livres audio. Les ouvrages en braille et les livres sonores peuvent être livrés directement chez l'usager, sans frais. La Grande Bibliothèque possède aussi une collection de livres en français simplifié. 
Au-delà des collections de livres, on retrouve dans certaines bibliothèques des projets de prêts d'objets et de documents adaptés à des publics cibles vivant avec un handicap ou une déficience. Par exemple, la bibliothèque de Pointe Claire, au Québec, a ajouté à sa collection cinq trousses d'activités et de documents pour les adultes vivant avec des troubles cognitifs, tel que l'Alzheimer, et leurs proches.

#### Services adaptés
Afin de pallier la difficulté d'accès des bibliothèques pour certains groupes de personnes (personnes âgées, personnes en situation de handicap, etc), un service d'envoi d'ouvrages par courrier peut être offert aux usagers. Le concept de Bibliobus est une pratique courante dans les bibliothèques publiques de l'Amérique du Nord et en France. Au Québec, différents services de bibliothèques à domicile existent depuis plusieurs années. Par exemple, la Bibliothèque de Québec, avec son projet Bibliomobile, offre un service de livraison de documents à domicile pour les personnes âgées de plus de 75 ans et pour les personnes à mobilité réduite. Ce projet fonctionne grâce à l'implication de bénévoles, ce qui encourage la création de liens au sein de la communauté desservie, en plus de répondre aux besoins d'accessibilité. Des initiatives similaires sont présentes ailleurs dans la province, comme à Montréal et à Laval.
Depuis 2013, la communauté sourde de Montréal a son bibliothécaire attitré à la bibliothèque Le Prévost, Marc André Bernier. En plus d'être au service des usagers plusieurs jours par semaine, Marc André Bernier contribue à créer des ponts entre la communauté sourde et la bibliothèque et sert de médiateur pour la communauté, en dehors des murs de l'institution.  Ce projet de services adaptés pour les personnes sourdes a reçu le prix Innovation 2014 du Congrès des milieux documentaires du Québec et le prix Ovation de l’Union des municipalités du Québec en 2015. 
Afin de créer des communautés plus inclusives, des collaborations entre les bibliothèques et les organismes communautaires au service de clientèles avec des besoins spécifiques sont créés. Par exemple, le projet Alpha-Biblio, mis sur pied par le Centre de documentation sur l'éducation des adultes et la condition féminine (CDÉACF), en collaboration avec la Ville de Montréal, avait pour but de promouvoir l’accès à la lecture et l'alphabétisation des adultes.

### Diversité et inclusion
L’inclusion en bibliothèque va au-delà de l’accessibilité en termes de services, de collections et d’heures d’ouverture. Afin d’inscrire les bibliothèques publiques comme acteur de changement pour la justice sociale, l’inclusion en bibliothèque vise l’élimination des obstacles liés à tous les types de discrimination vécue tant par les employés que les usagers.  
En modifiant ses services pour répondre aux besoins des diverses communautés, avec leurs différences culturelles et sociales, les bibliothèques ont le potentiel d’être un milieu de vie inclusif. Par exemple, dans certaines bibliothèques scandinaves, on retrouve le concept des « étagères roses » pour mettre en valeur les collections LGBTQ. Il existe également des lieux permettant à des adultes des communautés LGBTQ de se réunir pour jouer à des jeux vidéo dans un milieu dénué de préjugés. Certaines critiques rappellent que ces initiatives réfutent les principes d’universalité des bibliothèques. D'autres rétorquent que cette pluralité augmente le sentiment d’appartenance à une communauté.
En s’inspirant d’une initiative semblable de la ville de New York, une Politique d’accès aux services municipaux sans peur a été lancée par la Ville de Montréal en 2019. Cette politique vise à améliorer l’accès à l’ensemble des services municipaux à tous et toutes et à rendre ces services plus inclusifs. Ainsi, les personnes n’ayant pas un statut migratoire régularisé peuvent obtenir gratuitement et confidentiellement une carte d’identification et de résidence de la Ville de Montréal leur permettant de s’abonner à la bibliothèque. L’organisme Médecins du Monde a été désignée par Montréal afin d’émettre ces attestations.

#### Intégration des nouveaux arrivants
Les bibliothèques publiques, du fait de leurs mandats sociaux et culturels, constituent l’un des premiers points de contact entre les personnes immigrantes et leur société d’accueil. La multitude de services et de ressources d'informations disponible encourage l'autonomisation des personnes nouvellement arrivées, en plus d'être l'occasion pour elles de rencontrer des gens et de développer un réseau social. Au Québec, la majorité des immigrants proviennent de l'immigration économique et présentent un taux d'éducation assez élevé. Ainsi, leurs besoins envers les bibliothèques sont nettement plus importants en matière de services et d'activités qu'au niveau des collections. La bibliothèque tiers lieu, avec sa caractéristique de lieu créateur de communauté, vient répondre à ce besoin.
Les bibliothèques 3e lieu, notamment à travers les concepts et les valeurs apportées par les deuxième et troisième générations, sont des lieux favorables à la pleine intégration et à l’inclusion des personnes nouvellement arrivées. L'isolement étant une problématique majeure chez les personnes immigrantes, la conception des bibliothèques « au-delà de leur fonction documentaire », en tant qu'espaces de rencontres et d'échanges, en font des lieux propices au plein épanouissement des nouveaux arrivants.
L’approche interculturelle québécoise est de plus en plus présente dans les institutions publiques québécoises, telles que les bibliothèques publiques. Par exemple, dans son guide à l'intention du personnel, BAnQ liste sept pratiques en matière de services, de collections, d’activités et de formation pour les nouveaux arrivants dans les bibliothèques publiques, soit:
« 
1. Inclure les services aux nouveaux arrivants dans la planification stratégique de la bibliothèque;
2. Connaître les besoins des nouveaux arrivants;
3. Conclure des partenariats;
4. Évaluer les services, les collections, les activités et les formations;
5. Concevoir des services, des activités et des formations pour cette clientèle;
6. Créer et développer des collections pour les nouveaux arrivants;
7. Faire connaître et promouvoir les services, les collections, les activités et les formations;
8. Adapter la formation et l’embauche des membres du personnel. »[53]

Ces pratiques se reflètent par une variété d'initiatives. Par exemple, la Collection universelle de la Grande Bibliothèque du Québec comprend des livres en 14 langues. La bibliothèque offre des services à distance : des histoires en neuf langues - dont le français, l'anglais et l'inuktitut - pour les jeunes sont disponibles en ligne et par téléphone. D'autres suivront bientôt en arabe et en innu. Des intervenants communautaires accueillent également les immigrants sur les lieux de la bibliothèque pour des classes de francisation ou d'intégration culturelle, ainsi que pour des heures du conte en différentes langues.

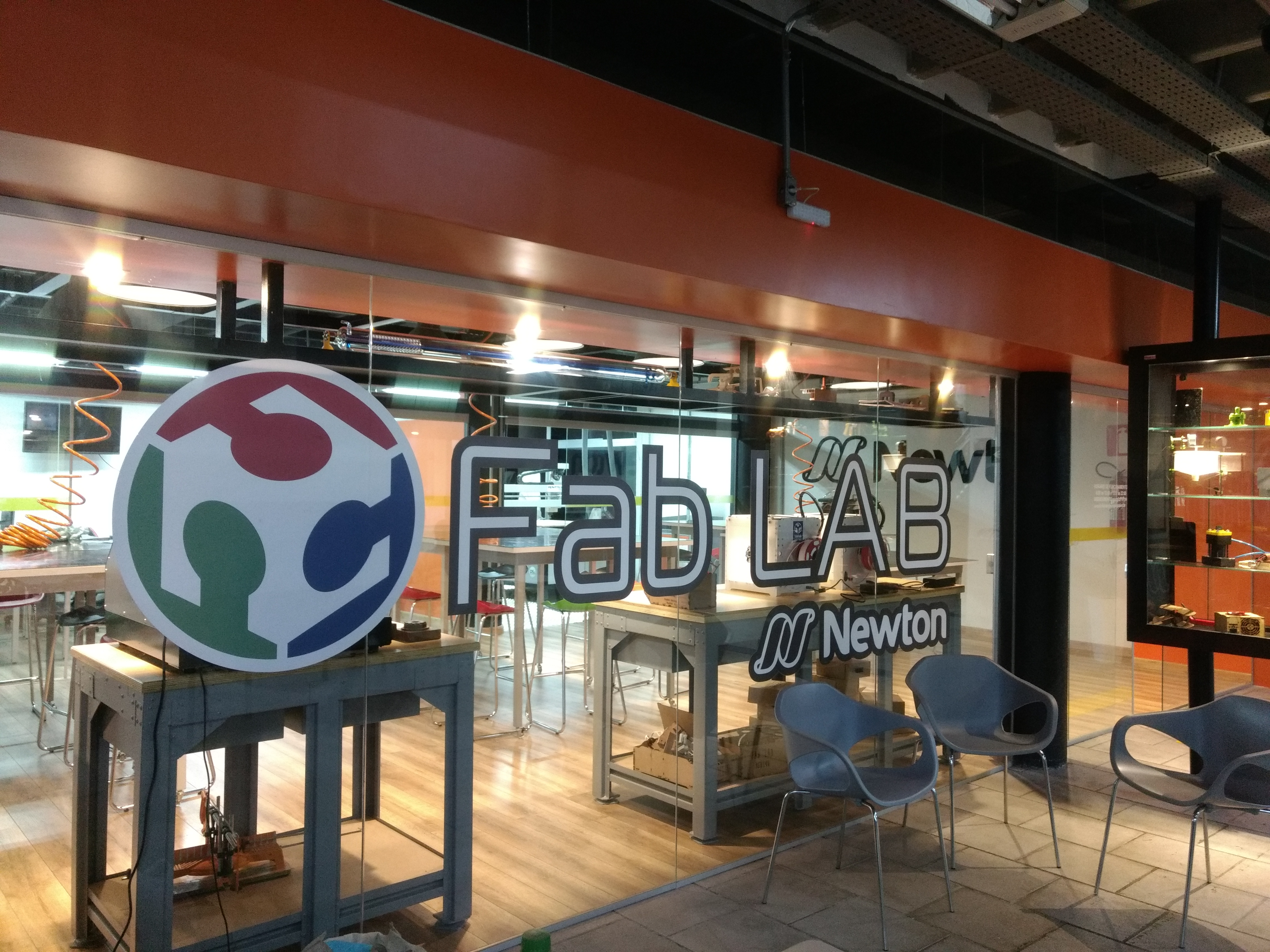
Fab Lab: Newton

### L'apport technologique
La bibliothèque troisième lieu est « une expérience technologique décomplexée avec un accompagnement au développement des compétences numériques » (Marie D. Martel dans son article intitulé « Trois générations de tiers lieux en Amérique du Nord » ).
La bibliothèque troisième lieu permet de réduire le fossé technologique : les personnes ayant un accès réduit aux technologies de l'information ont une capacité de recherche, d'accès à l'information moindre que les communautés mieux « branchées » peuvent bénéficier d'équipements informatiques et de formations. Dans le monde moderne, la société maîtrisant les outils informationnels est plus productive. Une accessibilité et une proximité de ces nouvelles technologies à tous les niveaux sont donc souhaitables pour réduire les inégalités et encourager la participation citoyenne.
Des espaces de travail collaboratif ont été créés au Québec et ailleurs dans le monde pour mettre à la disposition de la population divers outils technologiques. Premièrement, les Médias Labs. Au Square, un média lab implanté à BAnQ, les jeunes de 13 à 17 ans peuvent accéder entre autres à des ordinateurs, des logiciels, une découpeuse laser, des imprimantes 3D, des consoles de jeux vidéo, un écran vert et des appareils photo numériques. L'accent est mis sur la découverte et la réalisation de projets.

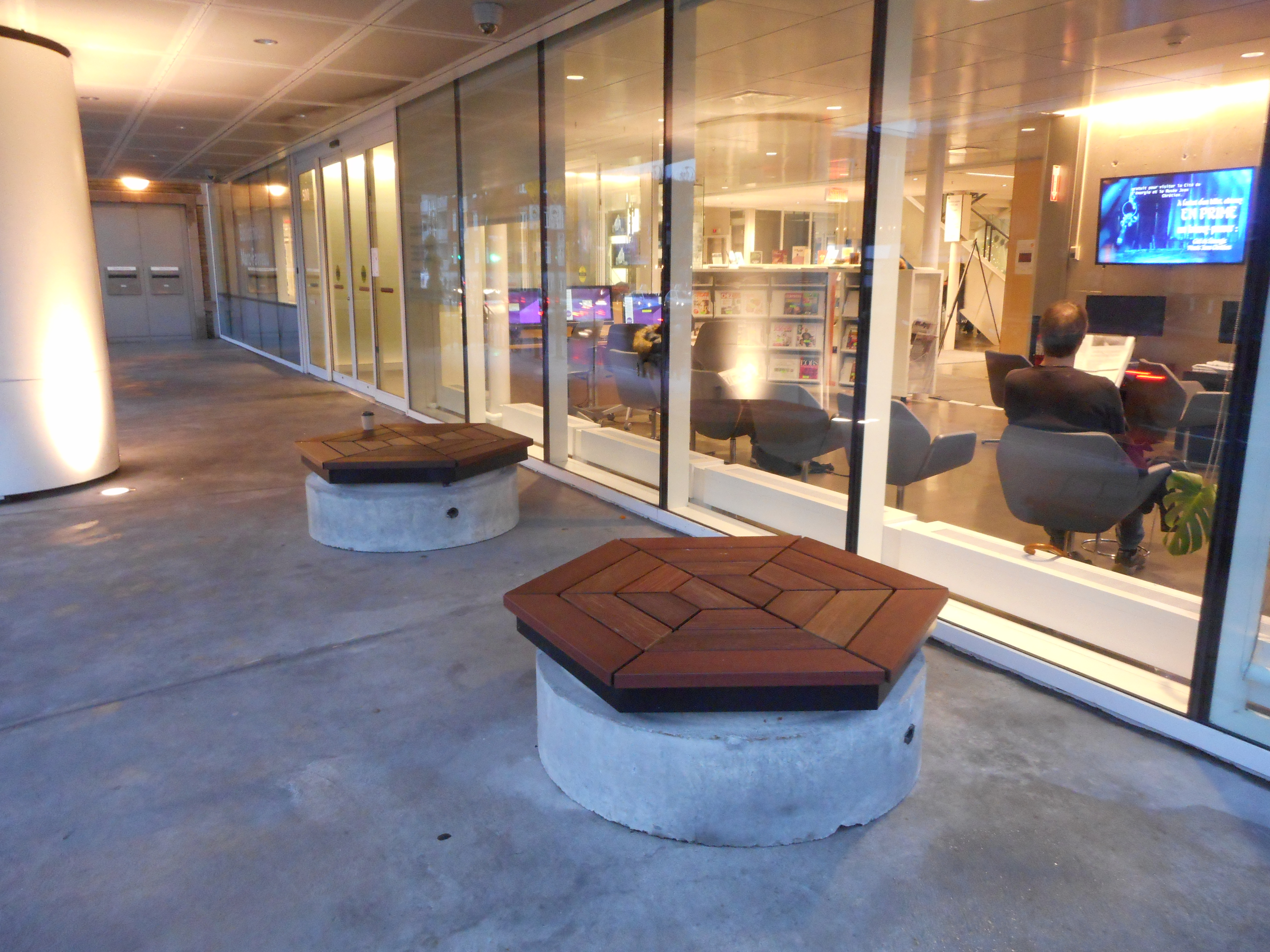
Tiers lieu 3e génération: Bibliothèque Marc-Favreau de Montréal (Québec, Can.)

Deuxièmement, des fab labs sont implantés au Québec comme dans plusieurs pays. Ils favorisent entre autres l’acquisition de nouvelles connaissances, la créativité, la collaboration et l’expérimentation. Plusieurs de ces média labs et fab labs sont parrainés par des bibliothèques et répondent aux critères d'un 3e lieu.
Enfin, les biblio labs présents en Amérique du Nord (Fayetteville Free Library (NY), San Diego Public Library, Chicago Public Library, Bibliothèque Benny de Montréal) visent à connecter entre elles les bibliothèques du réseau grâce à l’implantation d’un dispositif de téléprésence et d'immersion favorisant les interactions entre les usagers. On parle de création de contenu, d'usage participatif, de bien commun, de culture numérique, de laboratoire technologique et social, de prêts d’outils, de translittératie, d'innovation, de médias.
La bibliothèque peut être rejointe à distance. L'influence du web 2.0, ou web collaboratif, se fait sentir en bibliothèque. Selon Bachisse et Dufour, se référant aux travaux de O'Reilly (1997), le web 2.0 repose sur deux principes: il est une plateforme informatique à part entière et repose sur l'intelligence collective. Des services en ligne impliquent une redéfinition des services classiques en bibliothèque. Avec le web 2.0, l'usager de la bibliothèque devient récepteur, commentateur et producteur de services et d'informations.
Cet apport technologique est mis en lien avec les innovations architecturales des bibliothèques. La bibliothèque troisième lieu met en place des designs innovants avec une technologie de pointe en vue de la satisfaction des usagers. Nous avons des espaces et des services adaptés aux nouvelles technologies et en perpétuelle évolution.

### Performance environnementale
Quelques bibliothèques développent le concept de bâtir à partir du sol, littéralement. À Cicéro, New York, la Library Farm est intimement associée à un jardin communautaire attenant au bâtiment. Les jardiniers ont un petit coin de terre pour leur rappeler leur appartenance à leur bibliothèque. Au Québec, la Bibliothèque du Boisé est un bon exemple de bâtiment certifié LEED doté de puits géothermiques. À la bibliothèque de Pierrefonds, on veut considérer le 3e lieu comme un écosystème doté de divers habitats, des biotopes et des réseaux d’échanges, les différents écosystèmes étant reliés par des voiles virtuels qui compartimentent le lieu selon un principe de « zoning ».

### Hors des murs: la bibliothèque nomade
Le concept de bibliothèque comme 3e lieu peut être appliqué hors des murs. Selon le concept de « zoning », la bibliothèque peut être divisée en zones spécialisées pour répondre aux besoins et aux goûts de chacun, dans un contexte de pénurie d'espace et de respect des objectifs traditionnels de la bibliothèque. Des activités des bibliothèques hors murs pourraient être considérées comme une zone supplémentaire de la bibliothèque.
Le concept de bibliobus français est aussi utilisé au Québec. Plusieurs villes québécoises proposent des services de bibliothèques dans les parcs ou dans des centres pour aînés.
De nombreux cafés, pubs et autres lieux ludiques ont vu le jour à travers le monde. On y joue à des jeux, on y bouquine. On peut y voir un lien avec la bibliothèque 3e lieu selon le critère de l'étude d'Oldenburg car ce sont des espaces neutres et vivants. Ces établissements, à but lucratif ou non, sont parfois situés dans les locaux des bibliothèques (page 56).

## Les limites de la bibliothèque troisième lieu

### Tradition vs innovation
Le changement de paradigme culturel constitue un obstacle à la pleine réalisation du troisième lieu. Cette transition se fait d'ailleurs bien souvent de façon progressive et parfois même incomplète. Le personnel de la bibliothèque doit changer de posture dans sa relation à l'usager pour développer des rapports égalitaires. Cette horizontalité des relations exige de délaisser le rôle du prescripteur-éducateur pour devenir un animateur-partenaire. C'est seulement ainsi qu'une réelle collaboration pourra s'installer et que le sentiment d'appartenance pourra naître. Placer l'individu au centre de la bibliothèque, demande aussi de délaisser l'importance accordée aux livres pour s'ouvrir à toutes les formes de savoirs et faire plus de place au partage des savoirs présents dans la communauté. La bibliothèque n'est plus l'unique détentrice du savoir. Cette réalité s'inscrit dans le paradoxe de la dématérialisation des savoirs et des réseaux.

### L’institution (politique)
Le cadre normé et institutionnel auquel appartient la bibliothèque tend naturellement à l'éloigner de l'individu que l'on veut au cœur de la bibliothèque troisième lieu. Il faut donc que la bibliothèque soit à même de remettre en question ce cadre et ces façons de faire qui l'empêche de réellement s'ouvrir à la communauté et de s'adapter à ses besoins. Bien qu'elle demeure une institution culturelle, il faut désacraliser son statut pour mieux la rendre accessible, mais jusqu'où est-il possible de le faire? Comme le fait remarquer Christophe Evans dans son article: « Jusqu'où peut-on désinstitutionnaliser la bibliothèque? » Comme institution la bibliothèque est tributaire des politiques publiques. Par exemple, une politique lecture dirige les interventions de telle façon qu'il peut être plus difficile de répondre aux réels besoins de la communauté lorsqu'ils ne vont pas dans le même sens que la politique. François R. Derbas et Christian Poirier nous expliquent les enjeux communicationnels et institutionnels inhérents aux transformations de la bibliothèque publique et sur les dynamiques institution-usagers à partir de l’étude empirique de la bibliothèque Marc-Favreau à Montréal. L’analyse révèle une mise en perspective qui interroge la notion de bibliothèque citoyenne ainsi que les liens avec l’idée du tiers lieu et les logiques de démocratisation et de démocratie culturelles 

### La coquille vide (architecture)
Si l'on associe la bibliothèque troisième lieu à un type d'architecture et de design particulier, il peut être dangereux de s'y confiner. D'ailleurs, comme nous avons pu le constater dans la première génération de troisième lieu, l'envergure architecturale peut nuire à l'esprit convivial du troisième lieu. De plus, une bibliothèque qui veut se moderniser va bien souvent d'abord choisir un design de type troisième lieu mais son intention de changement pourra s'arrêter là. Ainsi, des lieux aménagés pour favoriser les rencontres ne susciteront pas à eux seuls les rencontres. Il faut donc plus qu'un changement physique pour créer un troisième lieu, il faut un changement des pratiques.